# Albert Grisar (voile)
Pour les articles homonymes, voir Albert Grisar.
Albert Grisar (26 septembre 1870-15 octobre 1930 à Anvers) est un skipper belge.

## Carrière
À Anvers aux Jeux olympiques d'été de 1920, Albert Grisar est médaillé de bronze en classe 8 Metre sur le Antwerpia V avec Léopold Standaert, Willy de l'Arbre, Georges Hellebuyck et Léon Huybrechts.